# Semliki
Der 230 km lange Semliki ist der einzige Abfluss des ostafrikanischen Eduardsees und einer der Zuflüsse des Albertsees.

## Verlauf
Der Semliki entfließt dem Eduardsee an seinem Nordwestufer, das sich auf dem Gebiet der Demokratischen Republik Kongo befindet, und bildet weiter nördlich die Grenze von Uganda zur DR Kongo. Der Semliki fließt auf dieser Landesgrenze östlich und parallel zur langgestreckten Zentralafrikanischen Schwelle und innerhalb des Ostafrikanischen Grabenbruchs in Richtung Norden. In diesem westlichen Ast des Ostafrikanischen Grabenbruchs befindet sich eine langgestreckte Seenkette die durch Flüsse miteinander verbunden ist. Der Semliki verbindet den Eduardsee mit dem Albertsee. Gesäumt wird das Tal im Westen durch die Zentralafrikanische Schwelle, im Osten durch eine Kette von Vulkangebirgen und das Ruwenzori-Gebirge. Zuflüsse sind der Malaku von der Zentralafrikanischen Schwelle und die Flüsse Butago, Bussirubi sowie einige weitere aus dem Ruwenzori. Am Fluss befindet sich zudem die Stadt Beni am Ufer der DR Kongo.

## Hydrometrie
Die Durchflussmenge des Flusses wurde 38 Jahre lang (1940–1978) am Pegel Bweramule in m³/s gemessen.

## Flora und Fauna
Im und am Fluss leben Elefanten, Krokodile und Antilopen. Am rechten Ufer des mittleren Semliki liegt das sehr kleine Verbreitungsgebiet des Semliki-Stummelaffen (Piliocolobus semlikiensis). An seiner Mündung bildet er ein kleines Mündungsdelta, in dem der Ambatch, ein schnell wachsender, dorniger Baum, und Papyrus wächst.